# South Russell
South Russell és una població dels Estats Units a l'estat d'Ohio. Segons el cens del 2000 tenia 4.022 habitants.

## Demografia
Segons el cens del 2000, South Russell tenia 4.022 habitants, 1.364 habitatges, i 1.159 famílies. La densitat de població era de 403,4 habitants/km².
Dels 1.364 habitatges en un 47% hi vivien nens de menys de 18 anys, en un 77,6% hi vivien parelles casades, en un 5,1% dones solteres, i en un 15% no eren unitats familiars. En el 13,4% dels habitatges hi vivien persones soles el 6,6% de les quals corresponia a persones de 65 anys o més que vivien soles. El nombre mitjà de persones vivint en cada habitatge era de 2,95 i el nombre mitjà de persones que vivien en cada família era de 3,26.
Per edats la població es repartia de la següent manera: un 32,8% tenia menys de 18 anys, un 3,8% entre 18 i 24, un 23,7% entre 25 i 44, un 28,8% de 45 a 60 i un 10,9% 65 anys o més.
L'edat mediana era de 40 anys. Per cada 100 dones de 18 o més anys hi havia 91,3 homes.
La renda mediana per habitatge era de 94.714 $ i la renda mediana per família de 103.174 $. Els homes tenien una renda mediana de 84.783 $ mentre que les dones 38.854 $. La renda per capita de la població era de 41.091 $. Cap de les famílies i el 0,6% de la població estaven per davall del llindar de pobresa.

## Poblacions més properes
El següent diagrama mostra les poblacions més properes.